# Punt Muragl

Punt Muragl är en by som ligger i kommunen Samedan i regionen Maloja i kantonen Graubünden, Schweiz
Byn ligger naturskönt belägen emellan Pontresina och Celerina/Schlarigna. Byn har järnvägsförbindelse (Berninaexpressen mellan Chur/Davos och italienska Tirano stannar här). Det finns också en bergbana från Punt Muragl upp till bergstoppen 
Muottas Muragl (2 453 meter över havet). Invånarnas modersmål är antingen tyska eller rätoromanska.